# Халматов, Владимир Константинович
Владимир Константинович Халматов (5 ноября 1912—1969) — советский и бурятский актёр. Народный артист РСФСР (1959).

## Биография
В раннем детстве стал сиротой. Воспитывался в семье сестры матери. В школу поступил под фамилией мужа тёти — Халматов. Отца звали Доржи Яковлев.
Окончил восемь классов Кутуликской девятилетней школы Аларского района БМАССР. В 1930 году поступил в театральную студию Дома национального искусства в Верхнеудинске. В марте 1931 года Дом национального искусства был реорганизован в техникум искусств.
В 1932 году окончил техникум искусств в Улан-Удэ и поступил в бурятский театр (ныне — Бурятский театр драмы им. X. Намсараева). Работал с режиссёрами А. В. Миронским, А. В. Африкановым, С. А. Бенкендорфом.
В 1935 году был исключён из Комсомола за «бытовое разложение» (пьянство), в 1937 году был исключён из профсоюза.
В 1938 году в Бурятском драматическом театре была поставлена первая национальная музыкальная драма «Баир» П. Берлинского на текст Г. Ц. Цыдынжапова и А. Шадаева. В 1940 году драма была поставлена во второй редакции совместно Б. Б. Ямпиловым. Во многих национальных театрах СССР в то время музыкальная драма была переходным жанром к опере. Халматов исполнял заглавную партию в музыкальной драме «Баир». В 1940 году участвовал в I Декаде бурятского искусства и литературы в Москве. Награждён медалью «За трудовое отличие» (31.10.1940 — за выдающиеся заслуги в деле развития Бурят-Монгольского театрального и музыкального искусства).
В 1944 году Халматов набирает актёрский курс в театрально-музыкальном училище. Начинает работать в театре режиссёром. Совместно с режиссёром Н. Н. Новиковым поставил комедию Шекспира «Сон в летнюю ночь». В 1945 году В. Халматов самостоятельно ставит историческую драму X. Намсараева «Кнут тайши».
В 1948 году был уволен из театра. В 1948—1952 годах преподавал русский язык и литературу в Нельхайской средней школе Аларского района Иркутской области, затем в Чесанской семилетней школе Кижингинского района. В сентябре 1952 года Халматов вернулся в театр. В 1959 году участвовал во II Декаде бурятского искусства и литературы в Москве.
Владимир Халматов является автором пьес: «Сила любви» (1948), «Одним дыханием» (1959), «Семья Базара» (1965), поставленных на сцене Бурятского театра драмы им. X. Намсараева.

## Фильмография
В 1958 году в фильме «Пора таёжного подснежника» сыграл роль командира красноармейского отряда Ширеторова.

## Творчество

### Роли в театре
- Найдан в пьесе «Прорыв»[2] Н. Балдано,
- коммунист Дамдин на строительстве паровозовагоноремонтного завода в пьесе в «Барьеры» А. Шадаева, А. Миронского,
- батрак Дамба в комедии о жизни старой Бурятии — «Жэгдэн» Б. Барадина, Д. Намжилона,
- Холей в пьесе С. Третьякова «Рычи, Китай!»
- Фердинанд (1939, 1944), Баир (о. п. Цыдынжапова и Шадаева),
- Николай Скроботов («Враги», 1955),
- Забелин («Кремлёвские куранты», 1957),
- Зоригто Эрдынеев («Первый год» Шагжина, 1956),
- Бабушкин («Барометр показывает бурю» Батожабая, 1957),
- Чацкий (1958),
- Горностаев («Любовь Яровая», 1963),
- Король Лир (1967).

### Произведения
- «Сила любви» (1948)
- «Одним дыханием» (1959)[3]
- «Семья Базара» (1965)[4]